# 뚫어야 산다
뚫어야 산다는 2002년 공개된 대한민국의 영화이다.

## 배역
- 박광현 : 우진 역
- 박예진 : 윤아 역
- 전무송
- 양택조
- 조형기 : 삼촌 역
- 최상학 : 성진 역
- 권용운
- 김진만